# ヴィクトル・ヴェセラゴ

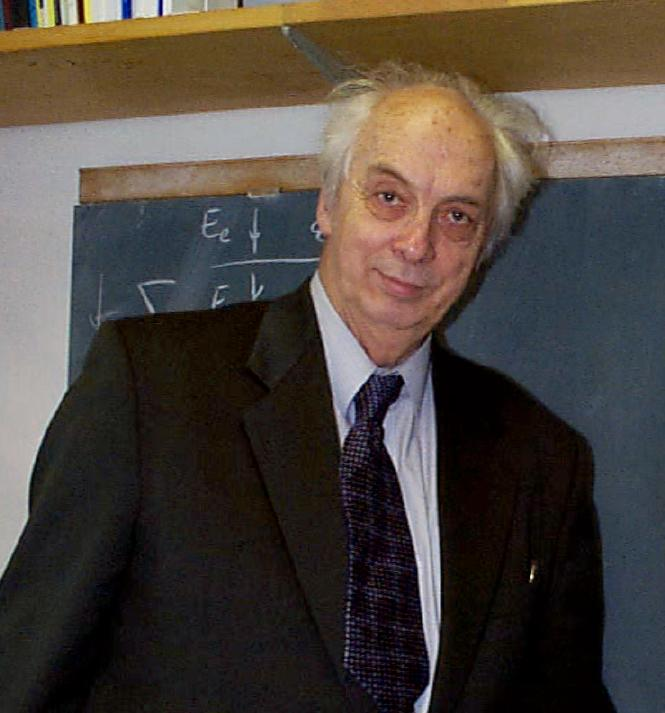
V・G・ベセラゴ

ヴィクトル・ゲオールギエヴィチ・ヴェセラゴ（露：Виктор Георгиевич Веселаго；ラテン翻字例：Victor Georgievich Veselago、1929年6月13日 - 2018年9月15日）はロシアの物理学者。モスクワ物理工科大学（MIPT）教授。出身は旧ウクライナ・ソビエト社会主義共和国（現ウクライナ）。1967年に負の誘電率と透磁率を持つ物質の存在を初めて予見した。
マイクロ波領域（GHzの領域）でそのような挙動を示す物質は、後にインペリアル・カレッジ・ロンドンのジョン・ペンドリーとカリフォルニア大学サンディエゴ校のデイヴィッド・スミス（David Smith）により実際に製造された。これは新しい研究領域（メタマテリアル）の誕生であった。マイクロ（またはナノ）リソグラフィを使って、これらのメタマテリアルはTHzおよびその先の領域まで拡張されている。

## 著作
- V. G. Veselago: The electrodynamics of substances with simultaneously negative values of ε and μ. In: Usp. Fiz. Nauk. 92, 1964, S. 517-526.
- V. G. Veselago: Properties of materials having simultaneously negative values of the dielectric and magnetic susceptibilities. In: Sov. Phys. Solid State. 8, Nr. 12, 1967, S. 2854–2856.
- V. G. Veselago: The electrodynamics of substances with simultaneously negative values of ε and μ. In: Soviet Physics Uspekhi. 10, Nr. 4, 1968, S. 509-514 (doi:10.1070/PU1968v010n04ABEH003699).
- V.G. Veselago: Electrodynamics of materials with a negative index of refraction. In: Uspekhi Fizicheskikh Nauk. 173, Nr. 7, 2003, S. 790-795.
- V.G. Veselago, E.E. Narimanov: The left hand of brightness: Past, present and future of negative index materials. In: Nature Materials. 5, Nr. 10, 2006, S. 759-762.